# Gaspare Grandi
Gaspare Grandi (Torino, 1789 – Torino, 1856) è stato un politico italiano.

## Biografia
Nacque a Torino.
Fu Deputato del Regno di Sardegna nella I legislatura, eletto nel collegio di Rivoli.
In Rivoli dispose la creazione di una biblioteca pubblica, oggi intitolata ad Alda Merini.